# حديقة حيوانات بروكفيلد
{{معلومات حديقة حيوانات
| إسم_الحديقة = Brookfield Zoo
| الإحداثيات = حديقة حيوانات بروكفيلد ، والمعروفة أيضًا باسم حديقة حيوانات شيكاغو ،  هي حديقة حيوانات تقع في ضاحية شيكاغو في بروكفيلد ، إلينوي . تضم حوالي 450 نوعًا من الحيوانات في مساحة 87 هكتار. افتتحت في 1 يوليو 1934،  وسرعان ما اكتسبت اعترافًا دوليًا.
في عام 1960، قامت حديقة حيوانات بروكفيلد ببناء أول معرض دلافين داخلي بالكامل في البلاد، وفي الثمانينيات، قدمت حديقة الحيوانات Tropic World ، أول محاكاة غابات مطيرة داخلية بالكامل وأكبر معرض لحديقة الحيوانات في العالم في ذلك الوقت.

## التاريخ
في عام 1919، تبرعت إديث روكفلر ماكورميك بالأرض التي تلقتها من والدها كهدية زفاف لمنطقة محمية في مقاطعة كوك للتطوير كحديقة حيوان. وفي عام 1921، تأسست جمعية شيكاغو لعلم الحيوان. لم يبدأ البناء الجاد حتى عام 1926، بعد الموافقة على ضريبة حديقة الحيوان. تباطأ البناء خلال فترة الكساد الكبير، لكنه استعاد الزخم بحلول أواخر عام 1931. استمر البناء بوتيرة متزايدة  وافتتحت حديقة الحيوانات في 1 يوليو 1934. بحلول نهاية سبتمبر 1934، زار أكثر من مليون شخص حديقة الحيوانات الجديدة. كان الزائر الأربعة ملايين بعد ذلك بعامين فقط.
شهدت الخمسينات إضافة مستشفى بيطري،  حديقة حيوانات للأطفال،  والنافورة المركزية الشهيرة. تم تصميم Tropic World ، أكبر معرض لحديقة الحيوان في العالم آنذاك، من قبل المهندس المعماري الفرنسي بيير فينوا وافتتح على ثلاث مراحل (أفريقيا وآسيا وأمريكا الجنوبية) بين عامي 1982 و 1984.
خلال العقود الأولى، كان هناك سكة حديدية ضيقة، تنقل الضيوف حول المحيط الخارجي للحديقة من البوابة الشمالية إلى مركز الدلافين في الطرف الجنوبي للحديقة. تم تفكيك خط السكة الحديدي في منتصف الثمانينيات، على الرغم من أن المسارات التي استخدمها القطار مرة واحدة لا تزال موجودة كطرق لمركبات النقل، كما هو الحال مع محطة البوابة الشمالية (منذ تحويلها إلى موقف للوجبات الخفيفة)
تشتهر حديقة حيوان بروكفيلد أيضًا بنافورة مهيبة سميت باسم الرئيس السادس والعشرين للولايات المتحدة، ثيودور روزفلت. في بعض الأيام، يمكن أن يصل ارتفاع مياه ينبوع النافورة إلى 60 قدمًا.
تم إغلاق حديقة الحيوان خمس مرات فقط في تاريخها: في 14 سبتمبر 2008، بعد الأضرار الناجمة عن عاصفة مطيرة في نهاية الأسبوع؛ في 2 فبراير 2011، بعد عاصفة ثلجية كبيرة؛ في 18-19 أبريل 2013، بعد الفيضانات من عاصفة ممطرة شديدة؛ يناير 2019 بسبب درجات حرارة أقل من درجة التجمد؛ ومن 19 مارس إلى 30 أبريل 2020، بسبب جائحة الفيروس التاجي كورونا 2019-20 .

## الحيوانات
الدلافين
حديقة حيوانات بروكفيلد لديها حاليًا سبعة دلافين أطلسية . واسمائها كالتالي: Allie (F) و Tapeko (F) و Spree (F) و Noelani (F) و Allison (F) و Merlin (M) و Magic (M).
زيغي
كان زيغي فيلًا يبلغ وزنه 6.5 طن تم الاحتفاظ به في حاوية داخلية لما يقرب من ثلاثين عامًا.تم إطلاق الفيل أخيرًا في عام 1970 وسط ضجة كبيرة. وللأسف، سقط الفيل في خندق معرضه في مارس 1975 وتوفي بعد سبعة أشهر.
أولجا
كانت أولغا من حيوانات الفظ الأطلسية والمفضلة لدى الآلاف من الزوار بين عامي 1962 و 1988 . لديها تذكار هو تمثال برونزي كبير في معرض الثدييات البحرية الحالي.
بينتي جوا
بينتي جوا هي أنثى غوريلا غربية . في 16 أغسطس 1996، سقط صبي صغير جدًا في الحديقة، كان يزور حديقة الحيوانات مع والديه، في معرض الغوريلا العالمي. ركضت بينتي جوا إلى الصبي الباكي وامسكته بعناية وأبعدت الغوريلات الأخرى عنه. عندما وصل عمال الإنقاذ أحضرت الصبي إليهم. حظي الحادث باهتمام دولي في وسائل الإعلام، التي تلقت أيضًا مكافآت واهتمام خاص من موظفي حديقة الحيوانات.
كوكي
كوكي هو ببغاء كان جزءًا من مجموعة حديقة الحيوانات منذ الافتتاح في عام 1934. تم إعطاؤه لحديقة حيوانات بروكفيلد عندما كان عمره عامًا واحدًا وتم تعريفه كأقدم عضو معروف من جنسه في الأسرة  وكذلك أقدم ببغاء حي في ذلك الوقت  وواحد من أطول الطيور الحية في السجلات. توفي بسبب تدهور حاد في الصحة في 27 أغسطس 2016، عن عمر يقارب 83 سنة.

## صور
هذه قائمة بصور من داخل الحديقة:

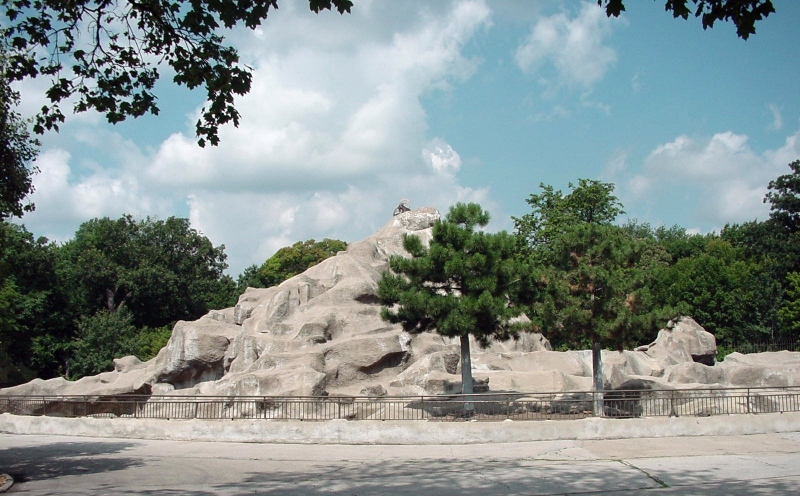
جزيرة ايبكس - هدم
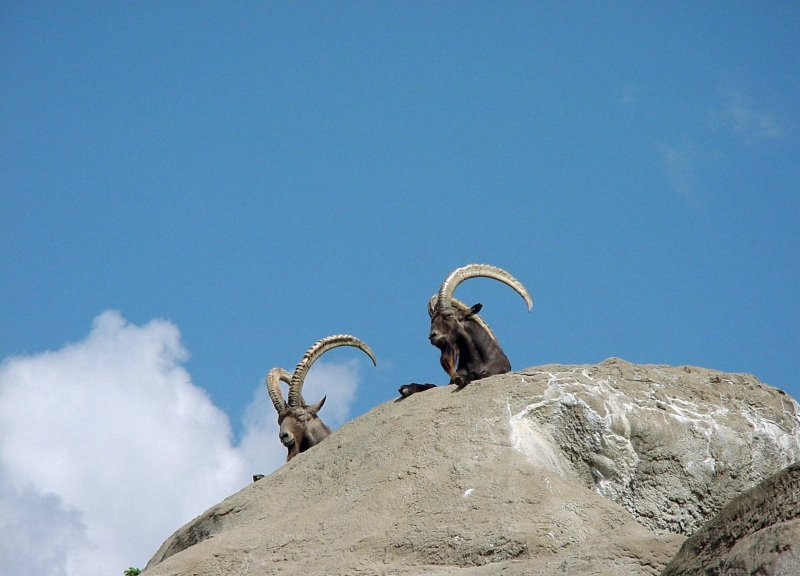
الوعل السيبيري - في الموائل القديمة
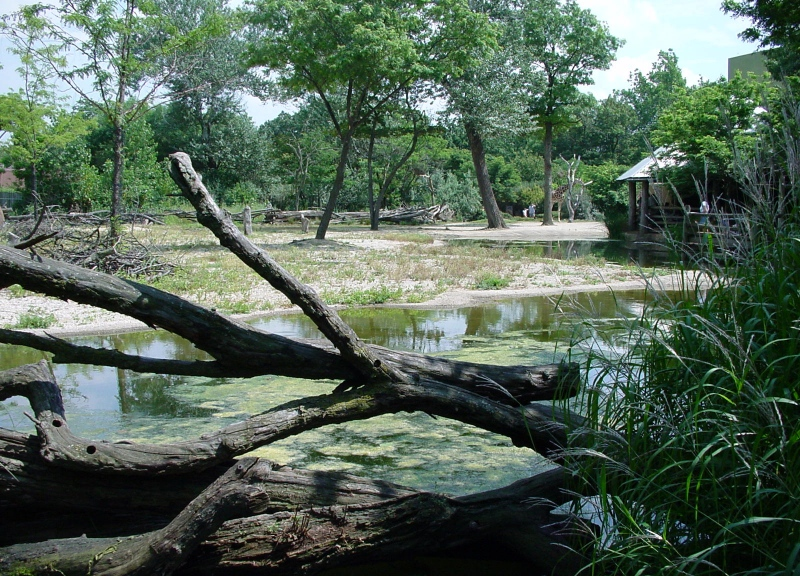
هابيتات إفريقيا - ضميمة الزرافة
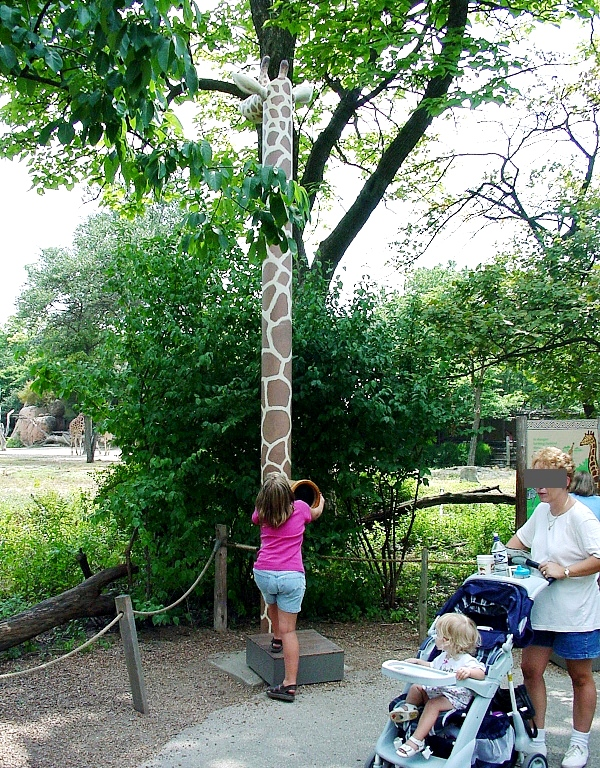
نظرة الزرافة 1
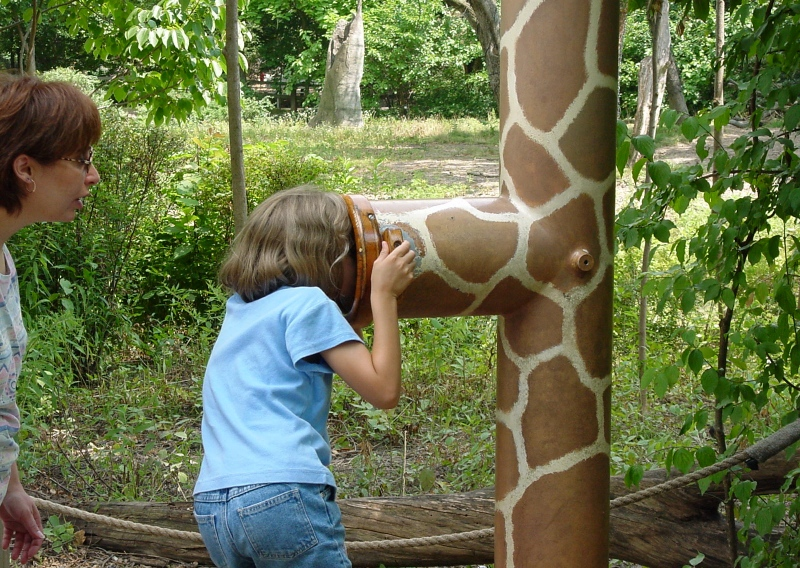
إطلالة الزرافة 2
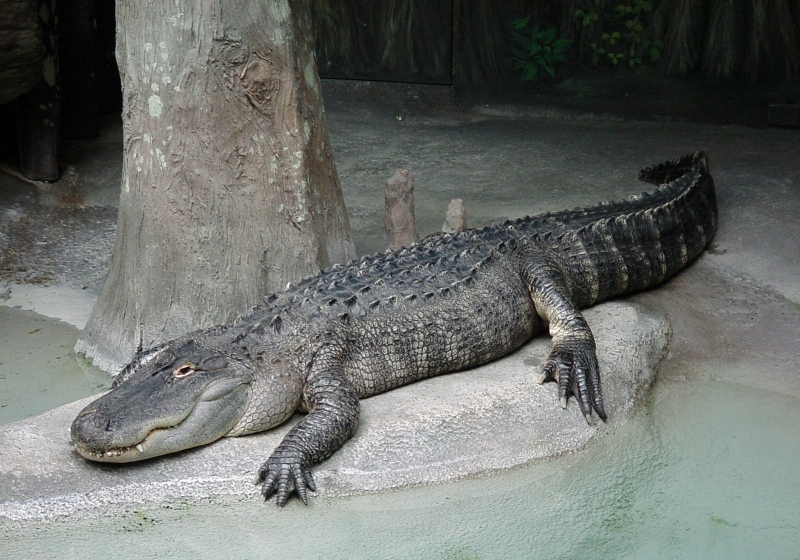
التمساح - التمساح الأمريكي
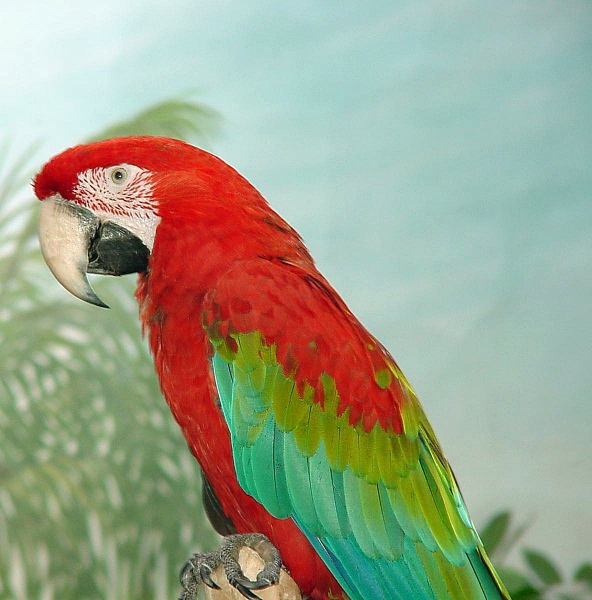
جثم بيت الطيور - الببغاء greenwing
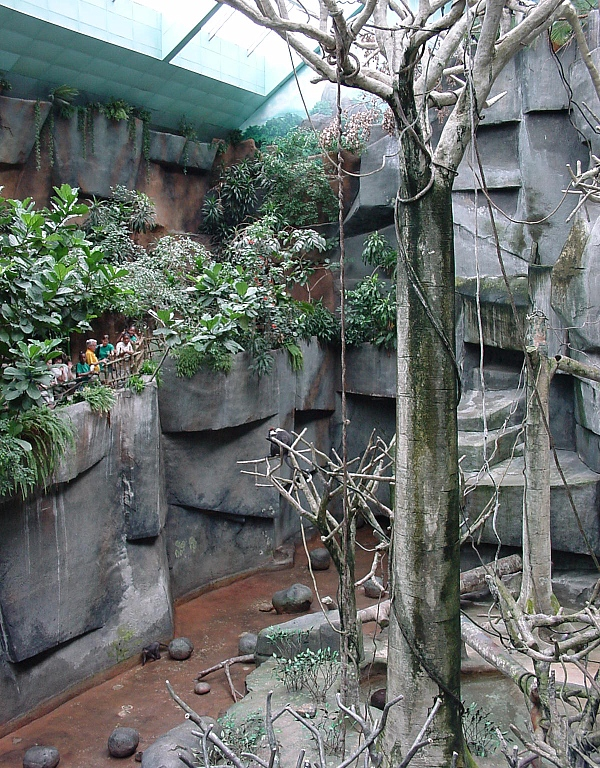
العالم الاستوائي - أفريقيا
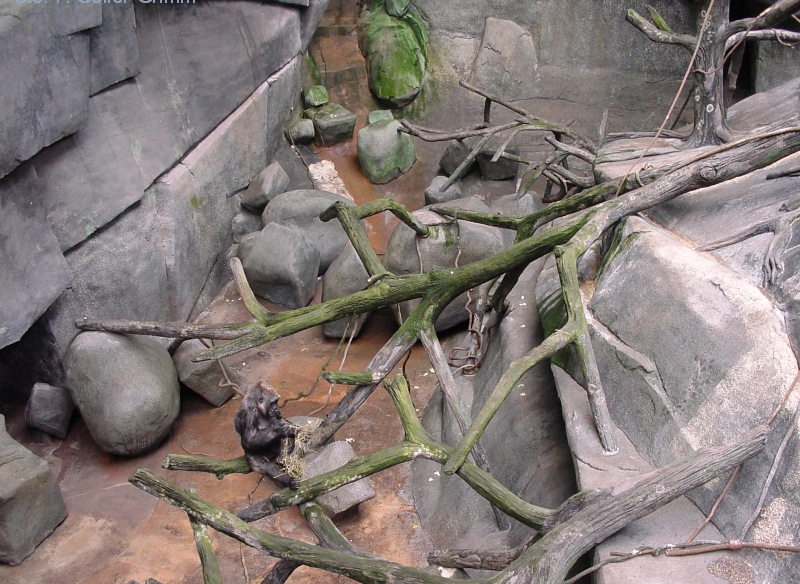
العالم الاستوائي - أفريقيا ، ضميمة الغوريلا
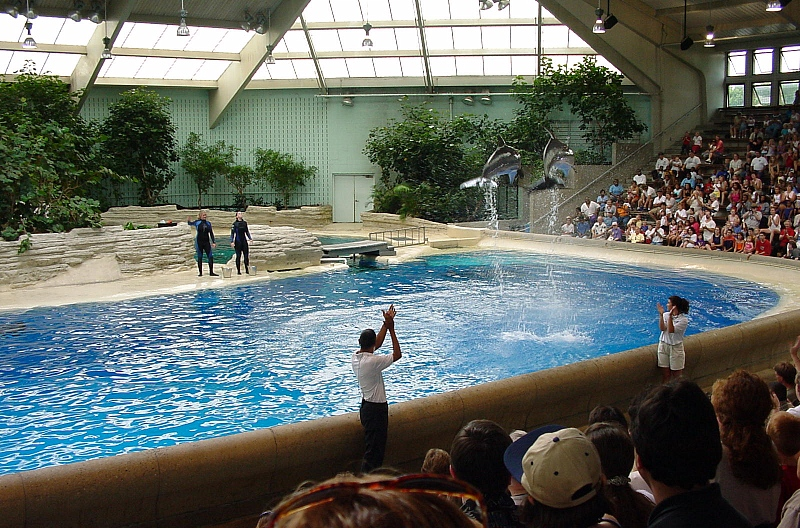
دولفين البحار السبع
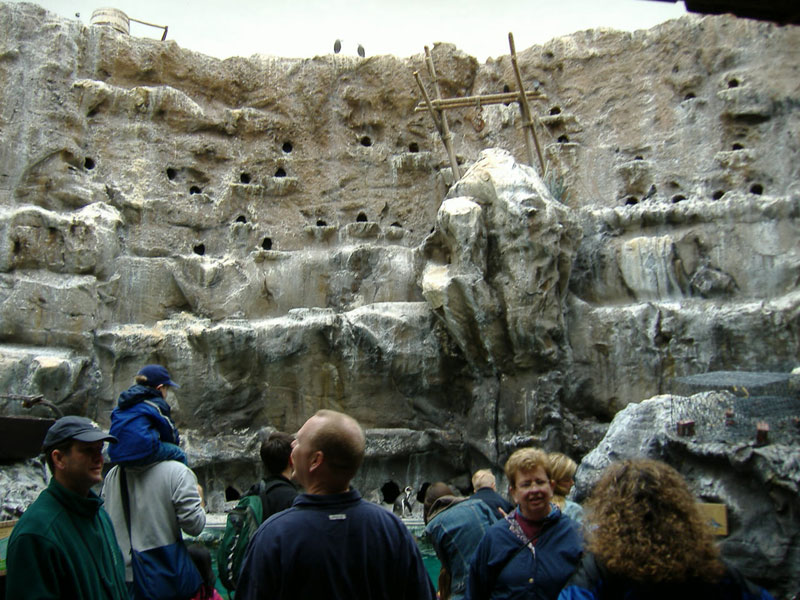
الساحل الحي
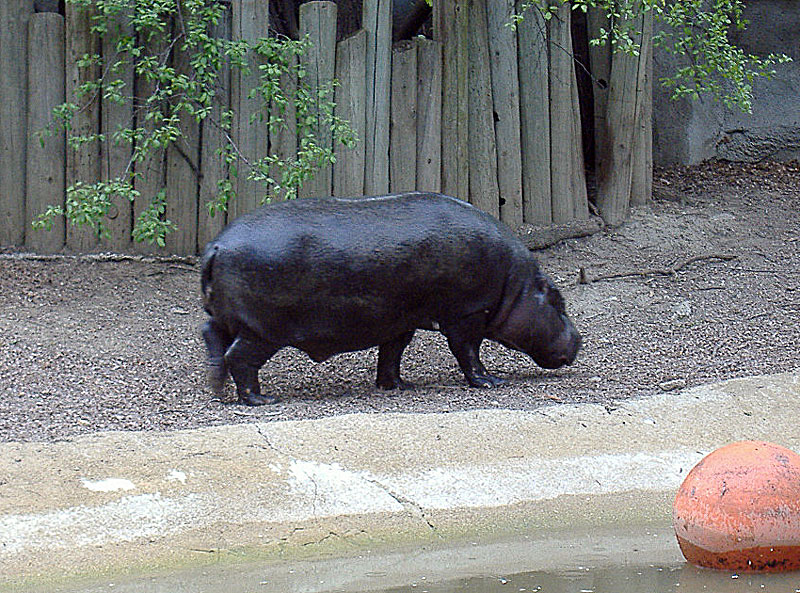
Pachyderm House - فرس النهر الأقزام
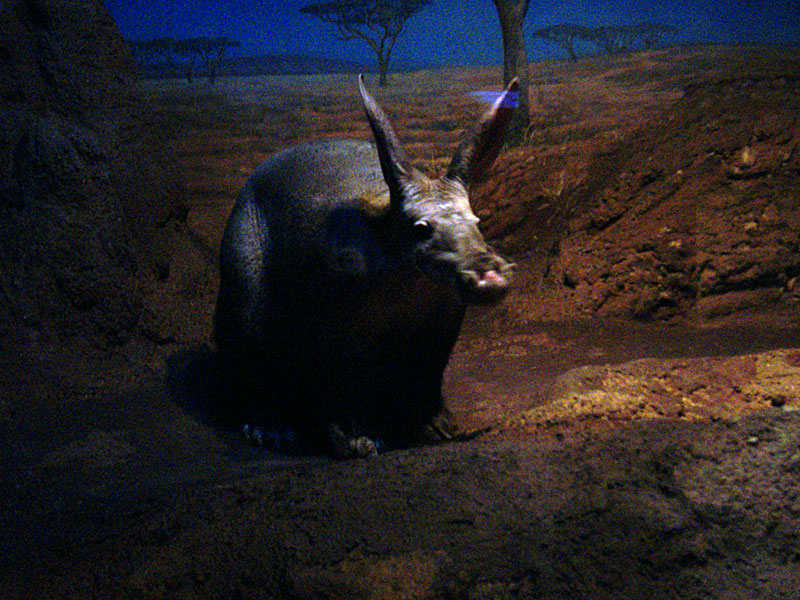
Aardvark House - Aardvark
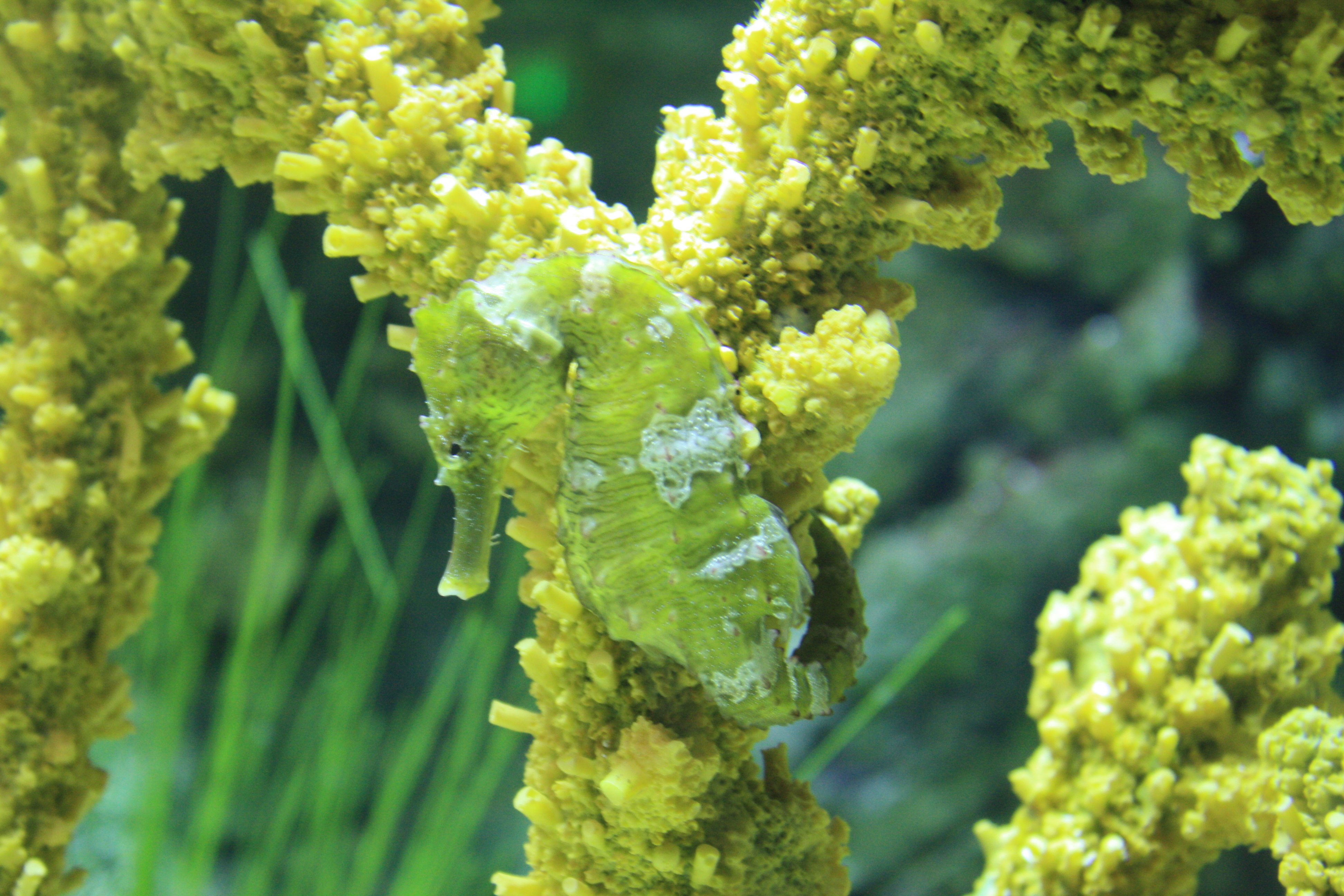
فرس البحر
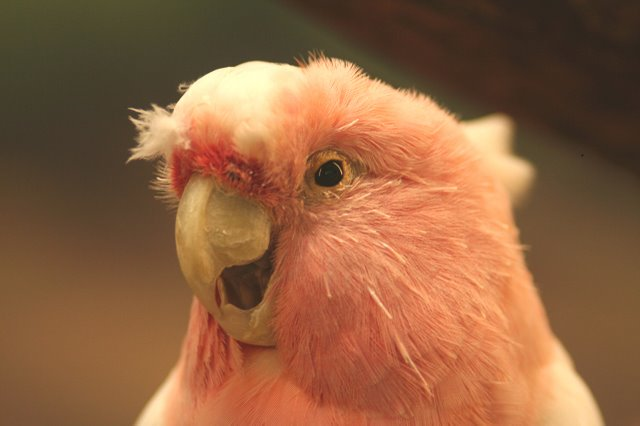
كوكاتو الرائد ميتشل - ملف تعريف الارتباط